# Koske (Pawlowitzke)

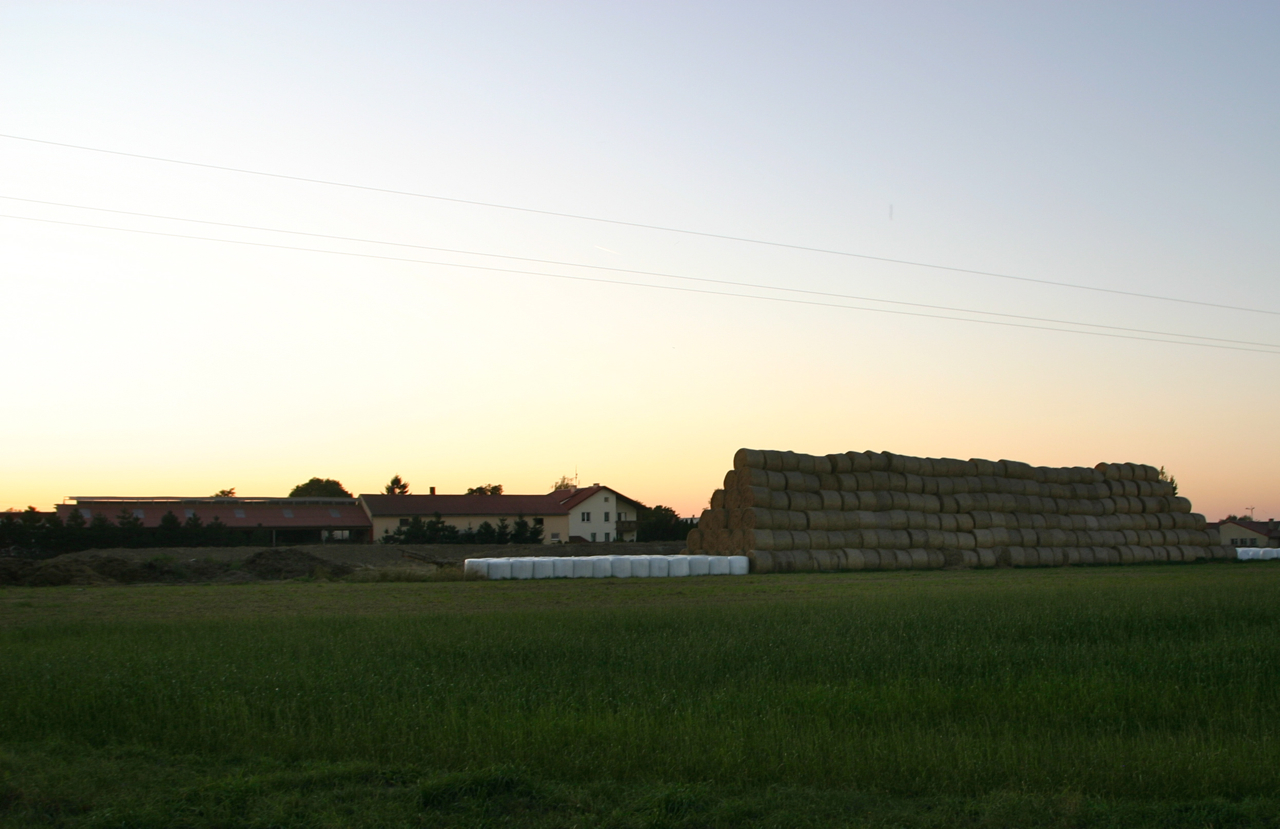
Ortsansicht

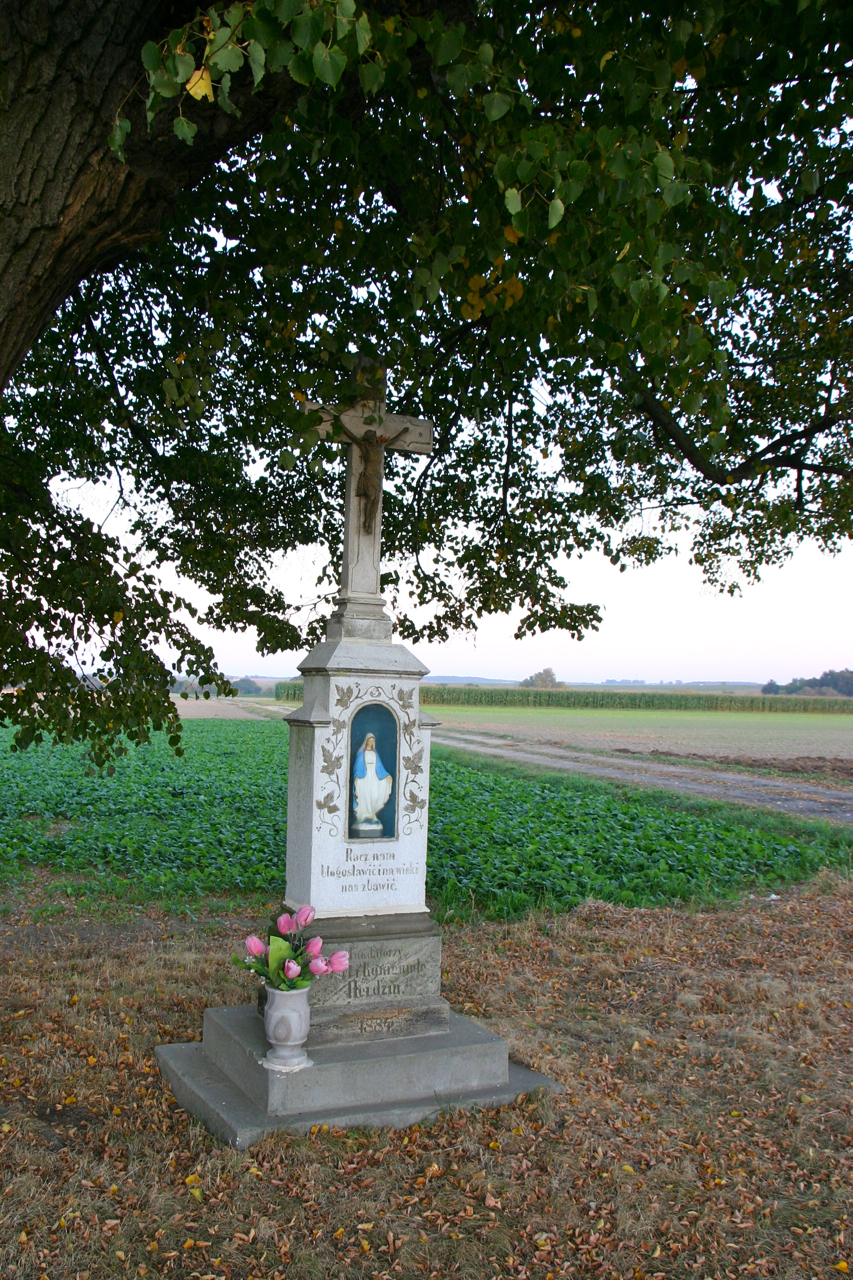
Wegkreuz

Koske, 1936–1945 Hohenflur polnisch Kózki ist ein Ort in der Landgemeinde Pawlowitzke im Powiat Kędzierzyńsko-Kozielski der Woiwodschaft Opole (Oppeln) in Polen.

## Geografie
Koske liegt rund acht Kilometer nordwestlich von Pawłowiczki (Pawlowitzke), 20 Kilometer südwestlich von Kędzierzyn-Koźle (Kandrzin-Cosel) und 43 Kilometer südlich von Opole (Oppeln).

## Geschichte
Der Ort entstand spätestens im 13. Jahrhundert und wurde am 28. November 1221 erstmals urkundlich als „Cozki“ erwähnt. In diesem Dokument beurkundete der Breslauer Bischof Lorenz den Zehnten, der dem Hospital zum Heiligen Geist in Breslau zustand. Ab 1286 gehörte es zum neu gegründeten Herzogtum Cosel. 
1783 wurde Koske in den Beyträge(n) zur Beschreibung von Schlesien erwähnt. Damals bestand es aus zwei Teilen, gehörte dem Minoritenkloster in Oberglogau und hatte 160 Einwohner, eine katholische Kirche, eine Schule, ein Vorwerk, ein herrschaftliches Wohnhaus, acht Bauern, 25 Gärtner und einige Häusler. 1865 hatte Koske sieben Bauernhöfe, 26 Gärtner- und 25 Häuslerstellen, einen Kretscham, einen Bockwindmüller, einen Schmied und eine Schule.
Bei der Volksabstimmung in Oberschlesien am 20. März 1921 stimmten 234 Wahlberechtigte für einen Verbleib Oberschlesiens bei Deutschland und 25 für eine Zugehörigkeit zu Polen. Koske verblieb nach der Teilung Oberschlesiens beim Deutschen Reich. Am 12. Juni 1936 wurde der Ort im Zuge einer Welle von Ortsumbenennungen der NS-Zeit in Hohenflur umbenannt. Bis 1945 befand sich der Ort im Landkreis Cosel.
Als Folge des Zweiten Weltkriegs fiel Koske / Hohenflur 1945 mit dem größten Teil Schlesiens an Polen. Nachfolgend wurde es in Kózki umbenannt. Die deutsche Bevölkerung wurde, soweit sie nicht schon vorher geflohen war, weitgehend vertrieben. Die neu angesiedelten Bewohner waren teilweise Zwangsumgesiedelte aus Ostpolen, das an die Sowjetunion gefallen war.
1945–1950 gehörte Kózki zur Woiwodschaft Schlesien. Anschließend wurde es der Woiwodschaft Opole eingegliedert. 1999 kam der Ort zum neugegründeten Powiat Kędzierzyńsko-Kozielski. Am 30. September 2014 erhielt Kózki zusätzlich den amtlichen deutschen Ortsnamen Koske.

## Sehenswürdigkeiten
- Wegkapelle
- Wegkreuze